# Harkiv község
Harkiv község, vagy Harkiv városi község (ukránul: Харківська міська громада, magyar átírásban: Harkivszka miszka hromada) önálló önkormányzattal rendelkező közigazgatási egység (hromada) Ukrajna Harkivi területének Harkivi járásában. A községet egyetlen település, Harkiv város alkotja.
A község területe 349,8 km², lakossága 1 433 886 fő.
A községet a 2020-as ukrajnai közigazgatási reform során június 12-én alakították meg. A község önkormányzati testülete a Harkivi Városi Tanács. A városi tanács tagjait 2020. október 25-én választották meg. Az akkori helyhatósági választáson az akkor már kórházi kezelés alkatt álló Hennagyij Kereszt választották meg polgármesternek. Kernesz 2020. decemberi halála után Ihor Terehov töltötte be ügyvivőkét a polgármesteri posztot, majd a 2021. október 31-én megtartott időközi polgármester-választáson győzve Harkiv polgármestere lett.